# Казымлы, Казым Абидин оглы
Казым Абидин оглы Казымлы (азерб. Kazımlı Kazım Abidin oğlu; 5 сентября 1993, Баку, Азербайджан) — азербайджанский футболист, полузащитник.

## Клубная карьера
Казым Казымлы является воспитанником футбольного клуба «Хазар-Ленкорань», в младших возрастных группах которого начинал свои выступления в детском возрасте. Далее перешёл в дубль команды, а в 2010 году перешёл в основной состав «южан». В июне 2015 года «Хазар-Ленкорань» продлил контракт с футболистом ещё на три года.
30 октября 2012 года, забив свой первый гол в ворота ФК «Сумгаит» в XI туре Премьер-лиги, вошёл в историю ФК «Хазар-Ленкорань», как 76-й по счету и 28-й местный футболист, забивший мяч в ворота соперника.

### Чемпионат
Статистика выступлений в чемпионате Азербайджана по сезонам:
| № | Сезон   | Клуб            | Игр | Голов | Игр в запасе |
| - | ------- | --------------- | --- | ----- | ------------ |
| 1 | 2010/11 | Хазар-Ленкорань | 0   | 0     | 1            |
| 2 | 2012/13 | Хазар-Ленкорань | 12  | 2     | 28           |
| 3 | 2013/14 | Хазар-Ленкорань | 2   | 0     | 6            |
| 4 | 2014/15 | Хазар-Ленкорань | 18  | 0     | 10           |
| 5 | 2015/16 | Хазар-Ленкорань | 3   | 0     | 0            |

### Кубок
В Кубке Азербайджана провел нижеследующие игры:
| № | Сезон    | Клуб            | Игр | Голов | Игр в запасе |
| - | -------- | --------------- | --- | ----- | ------------ |
| 1 | 2010 /11 | Хазар-Ленкорань | 1   | 0     | 1            |
| 2 | 2012 /13 | Хазар-Ленкорань | 1   | 0     | 6            |
| 3 | 2013 /14 | Хазар-Ленкорань | 0   | 0     | 1            |
| 4 | 2014 /15 | Хазар-Ленкорань | 0   | 0     | 2            |

## Лига Европы УЕФА
Трижды попадал в заявку ФК «Хазар-Ленкорань» в первом и втором квалификационном раундах Лиги Европы УЕФА сезона 2013/14 годов против команд «Слима Уондерерс» и «Маккаби» Хайфа.

## Сборная
В июне 2009 года, будучи игроком юношеской сборной Азербайджана до 17 лет, принимал участие в Кубке Молдавской федерации футбола, по итогам которой был признан лучшим нападающим турнира.

## Достижения
- Серебряный призёр Премьер-лиги в сезоне 2010/11 в составе ФК «Хазар-ленкорань»;
- Победитель Кубка Азербайджана в сезоне 2010/11 в составе ФК «Хазар-ленкорань»;
- Серебряный призёр Премьер-лиги в сезоне 2011/12 в составе ФК «Хазар-ленкорань»;
- Финалист Кубка Азербайджана в сезоне 2012/13 в составе ФК «Хазар-ленкорань»;
- Победитель Суперкубка Азербайджана 2013 года в составе ФК «Хазар-ленкорань».